# Sarianna Repo
Sarianna Repo (* 7. Dezember 1988) ist eine finnische Biathletin.
Sarianna Repo gab ihr internationales Biathlon-Debüt bei den Junioren-Weltmeisterschaften 2005 in Kontiolahti, wo sie im Sprint 65. wurde. Kurz vorher nahm sie schon im Skilanglauf beim Europäischen Olympischen Jugend-Festival in Monthey teil und wurde 18. des Freistil-Sprints. Weitere Einsätze folgten erst wieder im Rahmen der Junioren-Wettbewerbe der Sommerbiathlon-Weltmeisterschaften 2007 in Otepää, wo sie bei den Wettkämpfen auf Skirollern sowohl im Sprint wie auch in der Verfolgung Elfte wurde. 2008 nahm sie in Ruhpolding erneut an Junioren-Weltmeisterschaften teil. Im Einzel wurde sie 42., 36. im Sprint und 37. der Verfolgung. Im Jahr darauf nahm sie in Canmore erneut an diesen drei Wettkämpfen der Junioren-Weltmeisterschaften teil. Repo wurde 22. des Einzels, 29. des Sprints und 31. des Verfolgungsrennens.
Bei den Frauen im Leistungsbereich debütierte Repo zum Auftakt der Saison 2009/10 im Biathlon-Weltcup. In Östersund wurde sie 89. des Sprints und 15. im Staffelrennen. Im weiteren Saisonverlauf erreichte die Finnin mit einem 65. Platz im Sprint von Kontiolahti ihr bislang bestes Weltcup-Resultat. Erster Höhepunkt bei den Frauen wurden die Biathlon-Europameisterschaften 2010 in Otepää. Repo kam in allen vier Rennen zum Einsatz. Im Sprint wurde sie 24., in der Verfolgung 22 und 42. im Einzel. Mit Mari Laukkanen, Laura Toivanen und Maiju Pöysti kam ein Elfter Platz im Staffelrennen hinzu. Zum Saisonauftakt 2010/11 erreichte Repo mit den Plätzen 18 und 22 in Sprintrennen von Beitostølen ihre ersten guten Ergebnisse im IBU-Cup. Diese gute Leistung war ausschlaggebend, das sie auch im Biathlon-Weltcup an den Start durfte. Bei den Biathlon-Weltmeisterschaften 2011 in Chanty-Mansijsk erreichte sie mit dem 59. Platz im Sprint ihr bisher bestes Ergebnis und qualifizierte sich zum ersten Mal für das Verfolgungsrennen, wo sie aber nach dem dritten Schießen überrundet wurde.

## Weltcup-Platzierungen
Die Tabelle zeigt alle Platzierungen (je nach Austragungsjahr einschließlich Olympische Spiele und Weltmeisterschaften).
- 1.–3. Platz: Anzahl der Podiumsplatzierungen
- Top 10: Anzahl der Platzierungen unter den ersten zehn (einschließlich Podium)
- Punkteränge: Anzahl der Platzierungen innerhalb der Punkteränge (einschließlich Podium und Top 10)
- Starts: Anzahl gelaufener Rennen in der jeweiligen Disziplin
- Staffel: inklusive Mixed- und Single-Mixed-Staffeln

| Platzierung                  | Einzel | Sprint | Verfolgung | Massenstart | Staffel | Gesamt |
| ---------------------------- | ------ | ------ | ---------- | ----------- | ------- | ------ |
| 1. Platz                     |        |        |            |             |         |        |
| 2. Platz                     |        |        |            |             |         |        |
| 3. Platz                     |        |        |            |             |         |        |
| Top 10                       |        |        |            |             |         |        |
| Punkteränge                  |        |        |            |             | 5       | 5      |
| Starts                       | 2      | 9      |            |             | 5       | 16     |
| Stand: nach Saison 2010/2011 |        |        |            |             |         |        |